# Jay Oliver
Jay Oliver (* 1942 in Douglas (Arizona); † 3. August 1993 in Berlin) war ein amerikanischer Kontrabassist und Komponist des Modern Jazz.
Oliver studierte Musik und Politologie. In New York City arbeitete er mit Steve Lacy und mit Frank Lowe. 1973 kam er nach Europa, wo er zunächst in der Schweiz und in Schweden lebte. Mit den Gruppen von Donald Garrett und von Jimmy Lyons trat er auf internationalen Festivals auf. Mit Klaus Koch und Buschi Niebergall bildete er ein Basstrio. 1983 ließ er sich in Berlin nieder. Er spielte mit Rüdiger Carl und mit Alexander von Schlippenbach in verschiedenen Formationen (u. a. COWWS und „Swing Dance Band“) und tourte mit Keith Tippett. 1989 spielte er im Peter Brötzmann/Manfred-Schoof-Quartett. Mit Jacques Nobili und Willi Kellers bildete er ein Trio.

## Diskographische Hinweise
- Jimmy Lyons Give It Up (1985, mit Enrico Rava, Karen Borca u. a.)
- Vlatko Kučan Live at Paolo-Palo (mit Tomasz Stańko u. a.)
- COWWS Grooves & Loops (1993, mit Rüdiger Carl, Irène Schweizer, Stephan Wittwer, Phil Wachsmann)